# Еле (приток Пыжи)
Еле (Ээлю; алт. Ээлӱ, букв. «с хозяином; с духом») — река в России, протекает в Турочакском районе Республики Алтай. Левый приток нижней Пыжи.
Длина реки составляет 19 км.
Начинается около горы Ербута (высотой 2035 м). Течёт вдоль Сумультинского хребта, преимущественно на север. Устье реки находится в 34 км по левому берегу реки Пыжа.

## Данные водного реестра
По данным государственного водного реестра России относится к Верхнеобскому бассейновому округу, водохозяйственный участок реки — Бия, речной подбассейн реки — Бия и Катунь. Речной бассейн реки — (Верхняя) Обь до впадения Иртыша.